# Superfly (Superfly의 음반)
《Superfly (슈퍼플라이)》는 슈퍼플라이가 2008년에 발매한 데뷔 음반이다. 40만 장이 넘는 판매량을 기록하며 일본 레코드 협회로부터 더블 플래티넘 인증을 받았다.

## 수록곡
1. Hi-Five
2. 매니페스토
3. 1969
4. 사랑을 담은 꽃다발을
5. Ain't No Crybaby
6. Oh My Precious Time
7. 밴쿠버
8. i spy i spy
9. 거짓말과 로맨스
10. 사랑과 감사
11. 헬로 헬로
12. Last Love Song
13. I Remember

## 차트 순위
| 차트        | 순위 | 등장횟수 | 판매량  |
| ----------- | ---- | -------- | ------- |
| 오리콘 주간 | 1    | 67주     | 436,798 |
| 오리콘 연간 | 22   | 67주     | 436,798 |